# Isaías Duarte Cancino
Isaías Duarte Cancino (San Gil, 15 februari 1939 – Aquablanca, 16 maart 2002) was een Colombiaans geestelijke van de Rooms-Katholieke Kerk. Van 1995 tot zijn dood was hij aartsbisschop van het aartsbisdom Cali. In 2002 werd hij vermoord wegens zijn strijd tegen de drugshandel en de guerrillagroeperingen in Colombia. 

## Levensloop
Isaías Duarte Cancino werd op 15 februari 1939 geboren in San Gil. Hij ging naar school in Bucaramanga. Duarte studeerde vervolgens aan het seminarie te Pamplona en studeerde theologie in Rome. Na zijn wijding tot priester in 1963, werkte hij in Bucaramanga.
Na zijn bisschopswijding door aartsbisschop Héctor Rueda Hernández was hij van 1985 tot 1988 hulpbisschop in het aartsbisdom Bucaramanga en titulair bisschop van Germania di Numidia, waarna hij van 1988 tot 1995 bisschop was van het bisdom Apartadó.
Vanaf 1995 tot aan zijn dood werkte hij als aartsbisschop van het aartsbisdom Cali. In zijn hoedanigheid als bisschop bekritiseerde hij de drugshandel en de guerrillagroeperingen FARC en ELN. 
De aartsbisschop werd in 2002, tijdens een plechtigheid waarbij meer dan 100 echtparen in de echt werden verbonden, doodgeschoten door twee jonge mannen in de kerk van Aquablanca, nabij Cali. 
In 2012 werden vier leiders van FARC veroordeeld tot 25 jaar celstraf wegens de moord op Duarte.